# Gare de La Llagosta
La gare de La Llagosta est une gare ferroviaire espagnole qui appartient à ADIF située dans la commune de La Llagosta, dans la comarque du Vallès Oriental. La gare se trouve sur la ligne Barcelone - Gérone - Portbou et des trains de la ligne R2 et R2 Nord des Rodalies de Barcelone, opérés par Renfe s'y arrêtent.

## Histoire
Cette gare de la ligne de Granollers ou Gérone est entrée en service en 1854 lorsque le tronçon construit par les Chemins de fer de Barcelone à Granollers entre Barcelone (ancienne gare de Granollers, remplacée par la gare de Barcelone-França) et Granollers Centre est entré en service,. Depuis 2011, les installations pour voyageurs ont été réaménagées, une œuvre déjà annoncée par Renfe en 2005, et le bâtiment a été ouvert avec davantage de services et des quais plus longs en 2012.
En 2016, 533 000 passagers ont transité en gare de La Llagosta.

## Projets
Pour le transport de marchandises, la gare dispose d'installations logistiques rudimentaires, que les communes voisines voudraient transformer en une gare ferroviaire intermodale de dimension européenne, intégrée dans le corridor méditerranéen, pour le grand potentiel de développement économique, notamment en synergie avec le prochain Centre de gestion intégrée des marchandises (CIM Vallès) de Santa Perpètua de Mogoda. Une zone d’une trentaine d’hectares actuellement sous-utilisée comme parking pourrait être transformée pour accueillir des activités à plus forte valeur ajoutée et créer jusqu'à 1 300 emplois,.
Pour les passagers, le ministère de l'Équipement et le ministère du Territoire et du Développement durable sont convenus d'un projet d'extension de la gare et de son transfert dans un nouveau terminal de train régional. Il est prévu d’ajouter des arrêts des lignes R13, R14, R15 et R16. Cela devrait décongestionner la gare de Barcelone-França. Les travaux devraient commencer en 2016, mais les travaux n'ont toujours pas de date précise.